# 980'erne
Århundreder: 9. århundrede – 10. århundrede – 11. århundrede
Årtier: 930'erne 940'erne 950'erne 960'erne 970'erne – 980'erne – 990'erne 1000'erne 1010'erne 1020'erne 1030'erne
År: 980 981 982 983 984 985 986 987 988 989